# 苫小牧日劇
苫小牧日劇（とまこまいにちげき）は、かつて北海道苫小牧市寿町2丁目（国道36号沿い）に存在していた映画館である。

## 略歴・概要
1956年12月23日、苫小牧市寿町2丁目に総工事費5200万円・鉄筋コンクリート構造3階建ての洋画封切館として苫小牧日劇がオープン。こけら落としは『誇り高き男』。1961年6月28日には、苫小牧ライオンズクラブがライオンズクラブ国際協会の一員になったことに伴うチャーター状伝達式が日劇にて行われている。
当時は2階席を含めた650席の映画館だったが、1986年4月30日に旭館が閉館すると、同年7月12日には2階席部分を改修し、2スクリーン体制に移行した。
1970年代末頃からは洋画配給大手だった日本ヘラルド映画の直営館となり、苫小牧市内におけるヘラルド配給作品は必ずこの劇場で上映されていた。また、ワーナー・ブラザース、東映、コロンビア ピクチャーズ作品やスタジオジブリのアニメ映画（『もののけ姫』『ホーホケキョ となりの山田くん』『千と千尋の神隠し』等）も多く上映されていた。
しかし日劇より信号を渡った向かい側に所在していた「サンテアトル」が閉館した2002年8月、ヘラルド映画が経営から撤退。それ以降は静内町（現：新ひだか町）で映画館「静内文化劇場」を経営し、苫小牧市内でも「苫小牧東宝・セントラル映劇」を経営していた「文化興業」に経営譲渡し営業を続けていたが、建物の老朽化や、イオン苫小牧ショッピングセンター（現：イオンモール苫小牧）内のシネマコンプレックス「ディノスシネマズ苫小牧」がオープンすることも重なり、2005年4月22日『アビエイター』『ブリジット・ジョーンズの日記 きれそうなわたしの12か月』の上映を最後に47年の歴史に幕を閉じた。建物は解体され、跡地は幸福の科学苫小牧支部が立地している。
最末期は東宝配給作品が札幌市などの主要都市よりも遅れ上映されることが目立ち、閉館時期にヒットした『ハウルの動く城』のような作品は苫小牧市内でも上映されないことがあった。この状況はディノスシネマズ苫小牧オープン以降も続いていたが、2015年5月31日に恵庭・東宝シネマ8が閉館したことでようやく解消され、現在に至っている。

## 劇場の特徴
- 元々2階席を有する映画館としてオープンしたせいか、ロビーと売店はすべて1階に集約されていた。ドルビーデジタル及びDTS音響は閉館まで一貫して導入しなかった。
- 座席数及び椅子の色はすべて閉館時のもの。

| スクリーン   | 座席数 | 椅子の色 |
| ------------ | ------ | -------- |
| 日劇（1階）  | 257    | 青       |
| 日劇2（2階） | 176    | 赤       |